# Tào Tung
Tào Tung (chữ Hán: 曹嵩; 133-193) là đại thần nhà Đông Hán trong lịch sử Trung Quốc. Là cha của Tào Tháo, ông của hoàng đế khai quốc nhà Tào Ngụy là Tào Phi.

## Thân thế
Theo Ngụy chí (Tam quốc chí, Trần Thọ), Tào Tung tự là Cự Cao, là con nuôi của Tào Đằng (làm đến Trung Thường Thị Đại Trường Thu, được phong Phí Đình Hầu). Có ý kiến cho rằng Tào Tung nguyên có tên là Hạ Hầu Tung, sau làm con nuôi hoạn quan Tào Đằng nên lấy họ Tào.
Tào Đằng là một trong những Thái giám có thế lực trong triều đình Đông Hán, lần lượt phục vụ 5 đời vua Hán An Đế, Hán Thuận Đế, Hán Xung Đế, Hán Chất Đế, Hán Hoàn Đế và được phong chức Phí Đình hầu.

## Cuộc đời
Tào Tung nhờ cha nuôi có thế lực trong triều nên đã nhanh chóng thăng tiến trên đường hoạn lộ. Ông từng được giữ các chức vụ Tư Lệ hiệu uý, Đại Tư nông, Đại hồng lư thời Đông Hán.
Vì triều đình của Hán Linh Đế cho mua quan bán tước nên sau đó Tào Tung mang nhiều tiền đi hối lộ các hoạn quan trong triều và bỏ ra 10 triệu quan tiền mua được chức quan Thái uý trong vài tháng.
Con Tào Tung là Tào Tháo có công tham gia dẹp khởi nghĩa Khăn Vàng thời Hán Linh Đế (năm 184), nên được phong làm Điển quân hiệu uý trong triều.
Sang thời Hán Thiếu Đế và Hán Hiến Đế, Đổng Trác khống chế triều đình, tự xưng là Thái sư. Năm 190, Tào Tháo được Đổng Trác phong lên chức Kiêu kỵ hiệu uý, nhưng sau đó không bằng lòng phục vụ Đổng Trác nên bỏ trốn khỏi Lạc Dương, theo Viên Thiệu và các chư hầu đánh Đổng Trác nhân danh giúp nhà Hán. Lúc này Tào Tung vẫn cùng gia quyến ở kinh đô Lạc Dương, nhưng không bị Đổng Trác làm hại.
Tháng 3 năm 191, Đổng Trác thua trận chạy về Trường An. Các chư hầu đánh Trác chia rẽ. Tào Tháo xây lực lượng riêng ngày càng lớn mạnh, sang năm 192 đã làm chủ Duyện châu. Nhưng Tào Tung không đến theo Tào Tháo.
Giữa năm 193, Tào Tung từ Lạc Dương cùng con út là Tào Tật và gia quyến tới Lang Nha định dưỡng lão, mang theo hơn 100 xe hành lý chứa nhiều vàng bạc châu báu. Tào Tung đi ngang qua Từ châu được thứ sử Từ châu là Đào Khiêm sai bộ tướng Trương Cương cùng 200 quân đi hộ tống.
Khi đoàn đến địa phận giữa Thái Sơn và huyện Hoa, huyện Phí thì Trương Cương nổi lòng tham của cải, nên đã giết chết ông và cướp hết đồ rồi bỏ trốn đến Hoài Nam.
Vì cái chết của ông, Tào Tháo đã quy trách nhiệm cho Đào Khiêm và khởi đại quân đi đánh Từ châu, tàn sát hơn 10 vạn người dân ở 5 thành Thủ Lự, Tuy Lăng, Hạ Khâu, Bành Thành, Phó Dương cùng các hương trấn sở thuộc. Sau này Tào Duệ khi lên ngôi hoàng đế đã truy tôn ông thụy hiệu là Ngụy Thái hoàng đế (魏太皇帝), gọi tắt là Ngụy Thái đế (魏太帝).
Bàn về cái chết của ông, sử gia Lê Đông Phương cho rằng lẽ ra trong thời loạn lạc, Tào Tung không nên mạo hiểm di dời với số đông người và nhiều của cải trong một hành trình dài đến thế. Ngoài ra, việc dùng nhiều tiền mua quan chức và số lượng của cải lớn khi di dời của Tào Tung cũng được các sử gia xem là kết quả của sự vơ vét trong quá trình làm quan ở Lạc Dương.

## Trong Tam Quốc diễn nghĩa
Trong tiểu thuyết Tam Quốc diễn nghĩa, cái chết của Tào Tung được mô tả ở hồi 10. Tào Tung đi đến Từ châu được Đào Khiêm sai Trương Khải (không phải Trương Cương như sử sách nêu) hộ tống. Gặp trời mưa nên đoàn phải nghỉ lại một ngôi chùa. Trương Khải ban đêm thúc quân nổi loạn.
La Quán Trung mô tả cái chết của Tào Tung khi ông dắt một người thiếp định chạy qua buồng phương trượng rồi nhảy qua tường trốn nhưng người thiếp quá to béo không thể ra được, nên phải chạy vào ẩn trong nhà tiêu rồi cả hai đều bị sát hại.
Với quan điểm phản đối Tào Tháo, La Quán Trung cho rằng cái chết của Tào Tung là quả báo của việc Tào Tháo đã giết hại oan cả nhà Lã Bá Sa trên đường chạy trốn trước đây, qua bài thơ:
A Man vốn có tiếng gian hùng
Hại cả nhà Sa trời chẳng dung
Hại người rồi bị người khác hại
Lòng trời báo ứng mạng Tào Tung